# 외스케멘
외스케멘(카자흐어: Өскемен, 러시아어: Усть-Каменогорск 우스티카메노고르스크[*])는 카자흐스탄 동카자흐스탄주의 주도이다. 인구는 305,000명이다.
1720년에 이르티시강과 울바강의 합류 지점에서 요새 및 교역지로 건설되었다. 소비에트 연방 시대에는 채광이나 야금 중심지로서 발전했다.
이곳은 러시아의 장군 라브르 코르닐로프가 태어난 곳이다.

## 스포츠
- FC 보스토크 - 카자흐 축구팀, 1963년에 창설